# Krystyna Nadratowska-Górska
Krystyna Elżbieta Nadratowska-Górska (ur. 23 grudnia 1940 w Mławie, zm. 19 października 2019) – polska projektantka tkaniny unikatowej i przemysłowej, wykładowczyni akademicka.

## Życiorys
Była absolwentką Państwowej Wyższej Szkoły Sztuk Plastycznych w Łodzi. Otrzymała tytuł profesora sztuk pięknych. Awansowała na stanowisko prorektora w Akademii Sztuk Pięknych im. Władysława Strzemińskiego w Łodzi.
Pracowała w Instytucie Architektury Tekstyliów, oraz w Instytucie Włókiennictwa.

## Odznaczenia
- 2011: Srebrny Medal „Zasłużony Kulturze Gloria Artis”[1]